# 梅尔菲
梅尔菲（義大利語：Melfi），是意大利波坦察省的一个市镇。总面积205.15平方公里，人口17435人，人口密度85.0人/平方公里（2009年）。ISTAT代码为076048。